# 木村酒造 (兵庫県)
木村酒造株式会社（きむらしゅぞう）は、かつて兵庫県神戸市東灘区にあった酒造メーカー。

## 沿革
- 1758年 - 創業。
- 1946年5月 - 大喜酒造有限会社設立。
- 1947年12月 - 木村酒造有限会社に改称。
- 1963年9月 - 木村酒造株式会社に改組。
- 1997年6月 - NHK連続テレビ小説「甘辛しゃん」撮影。
- 2009年11月 - 櫻正宗株式会社が『瀧鯉』銘柄と醸法を継承し、製造・販売。

## かつての商品
- 瀧鯉 大吟醸 斗瓶入
- 純米大吟醸 風花 木箱入
- 瀧鯉 大吟醸 タコ唐草壷
- 瀧鯉 画龍点睛
- 純米吟醸 出世鯉
- 霧の六甲 にごり酒
- 天乃美祿 瀧鯉
- 氷上
- 純米吟醸 生粋